# Психоаналитический феминизм
Психоаналити́ческий фемини́зм — направление феминизма, основанное на развитии идей психоанализа. Данная теория угнетения базируется на идее о том, что мужчинам присуща потребность подчинять женщин, корни которой исходят из глубинных психологических установок.
Согласно теории психоаналитического феминизма, гендер основывается не на биологических признаках, а психосексуальном развитии индивида. Феминистки этого направления считают, что гендерное неравенство берёт начало в раннем детском опыте, который заставляет мужчин считать себя маскулинными, а женщин фемининными. При этом гендерная социализация приводит к социальной системе доминирования мужчин.
Психоаналитический феминизм представлен именами Юлии Кристевой, Люс Иригарэй, Элизабет Гросс, Катрин Клеман, Сары Кофман, Джессики Бенджамин, Джейн Геллоп и Элен Сиксу. Одними из самых известных исследовательниц в этой области являются Нэнси Чодороу и Кэрол Гиллиган, однако последняя критикуется в феминистском движении за эссенциализм. Главная ценность психоаналитической теории для феминисток заключается в том, что она сделала возможным обсуждение проблем гендера и сексуальности, которые ранее были скрытыми. Нэнси Чодороу, Дороти Диннерстайн, Жермен Грир и Джулиет Митчелл считали психоанализ полезным для феминизма, так как постижение с помощью него бессознательного и глубинных психических процессов может помочь лучше понять женщинам как личностные, так и политические измерения их жизней. Указанными исследовательницами была дана реинтерпретация традиционного фрейдизма.
В то же время существуют феминистки, неодобрительно относящиеся к психоанализу. Кейт Миллетт и Бетти Фридан резко критиковали Фрейда за его биологический детерминизм. Кейт Миллетт, Бетти Фридан, Симона де Бовуар, и, позже, Глория Стайнем осуждали психоанализ за то, что он теоретически обосновывает женскую пассивность и таким образом служит инструментом подавления женщин. Критика самого психоаналитического феминизма сосредоточивается на том, что он не даёт глобального теоретического объяснения системе господства мужчин над женщинами.